# Jashodaben Modi
Jashodaben Narendrabhai Modi, född Chimanlal Modi  född 1952, är en pensionerad indisk lärare. Hon är tidigare fru till Indiens premiärminister Narendra Modi. Paret gifte sig 1968 när hon var omkring 17 och Modi var 18.   En kort tid efter bröllopsceremonin lämnade Narendra Modi både henne och sin familj. Han erkände inte äktenskapet offentligt förrän han tvingades till det inför valet till Lok Sabha år 2014. Jashodaben Modi gick i pension från sitt lärarjobb 2015.